# Isabel Aretz
Isabel Aretz (* 14. April 1909 in Buenos Aires; † 2. Juni 2005 in San Isidro) war eine argentinische Musikethnologin, Folkloristin und Komponistin.

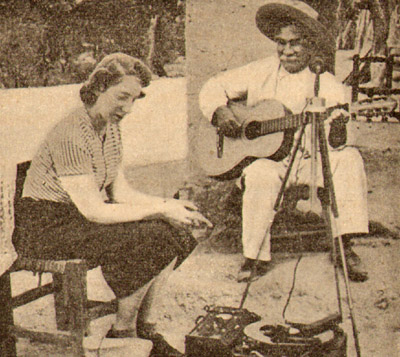
Isabel Aretz

## Leben
Aretz studierte am Conservatorio Nacional de Música de Buenos Aires Klavier bei Rafael González sowie Harmonielehre, Kontrapunkt und Komposition bei Athos Palma und vervollkommnete ihre musikalische Ausbildung bei Heitor Villa-Lobos in Brasilien. Am Museo de Ciencias in Buenos Aires studierte sie Anthropologie bei José Imbelloni und Ethnografie bei Enrique Palavencino und wurde dann Mitarbeiterin und Schülerin des Musikwissenschaftlers Carlos Vega.
Seit 1940 unternahm sie eine Reihe von Forschungsreisen durch Argentinien, Paraguay, Uruguay, Chile, Bolivien und Peru. 1947 ging sie nach Venezuela, um die Musiksektion des von Juan Liscano gegründeten Servicio de Investigaciones Folklóricas zu organisieren. Sie unternahm hier mit Luis Felipe Ramón y Rivera Reisen in verschiedene Regionen Venezuelas.
In den 1960er Jahren war Aretz Mitarbeiterin des Estudio de Fonología, des ersten Studios für elektronische Musik in Venezuela. 1968 erhielt sie den Doktorgrad für Musik (summa cum laude) der Pontificia Universidad Católica de Argentina. Sie wurde 1971 Gründungsdirektorin des Instituto Interamericano de Etnomusicología y Folklore (INIDEF), wo sie bis 1982 unterrichtete. Daneben wirkte sie als Professorin für Musikethnologie an der Universidad Central de Venezuela und unterrichtete in Mexiko und Kolumbien. Von 1990 bis 1995 war sie Präsidentin der Fundación de Etnomusicología y Folklore (FUNDEF). 1997 kehrte sie nach Argentinien zurück.
Aretz verfasste mehr als fünfundzwanzig Bücher und Monografien über lateinamerikanische Volksmusik. Außerdem komponierte sie Orchester- und chorsinfonische Werke, elektroakustische und Klavierstücke.

## Kompositionen
- Puneñas (1937)
- Yekuana für acht Stimmen, Orchester, Sprecher und Tonband (1974)
- Kwaltaya, Ethnodrama für Tonband und Stimme, (1980)
- Gritos en la Ciudad für Orchester und Tonband (1992)
- Hombre al Cosmos für Klavier und Tonband (1993)